# Centrolene fernandoi
Centrolene fernandoi är en groddjursart som beskrevs av William Edward Duellman och Schulte 1993. Centrolene fernandoi ingår i släktet Centrolene och familjen glasgrodor. IUCN kategoriserar arten globalt som starkt hotad. Inga underarter finns listade i Catalogue of Life.